# Região Metropolitana de Guarabira
A Região Metropolitana de Guarabira é uma região metropolitana brasileira localizada no estado da Paraíba, criada em 12 de julho de 2011, através da Lei Complementar Estadual nº 101, e que teve sua publicação no Diário Oficial do Estado da Paraíba (DOEPB) em 13 de julho de 2011.
O município de Dona Inês foi anexado à Região Metropolitana de Araruna e a RM Guarabira ficou composta por 17 municípios; posteriormente os municípios de Arara, Bananeiras e Solânea passaram a integrar a Região Metropolitana de Guarabira, através da Lei Complementar Nº 138, de 12 de abril de 2016, totalizando 20 municípios.

## Municípios
- Alagoinha
- Araçagi
- Arara
- Bananeiras
- Belém
- Borborema
- Caiçara
- Cuitegi
- Duas Estradas
- Guarabira
- Lagoa de Dentro
- Logradouro
- Mulungu
- Pilões
- Pilõezinhos
- Pirpirituba
- Serra da Raiz
- Serraria
- Sertãozinho
- Solânea